# Курув
Ку́рув (или Куров; пол. Kurów) — город в Польше, центр Курувской гмины Люблинского воеводства. Расположен на реке Курувке. По данным на 1 января 2008 года, население посёлка составляло 2804 человек.

## История

### До 1795 года
Первые упоминания Курува относятся к XII веку. Возможно, именно он упомянут в хронике «Gesta principum Polonorum» Галла Анонима под названием castrum Galli (что интерпретируют как «град Куров»). В правовых документах село впервые упомянуто 20 января 1185 года мазовецким князем Лешеком, который, в частности, говорит о расположенном в селе костёле Святого Эгидия. Примерно в 1330 году здесь был построен замок, переданный позднее королём Владиславом I Локетеком рыцарскому роду Куровских герба Шренява. 6 января 1442 года Пётр Куровский предоставил Куруву статус города на основе магдебургского права.

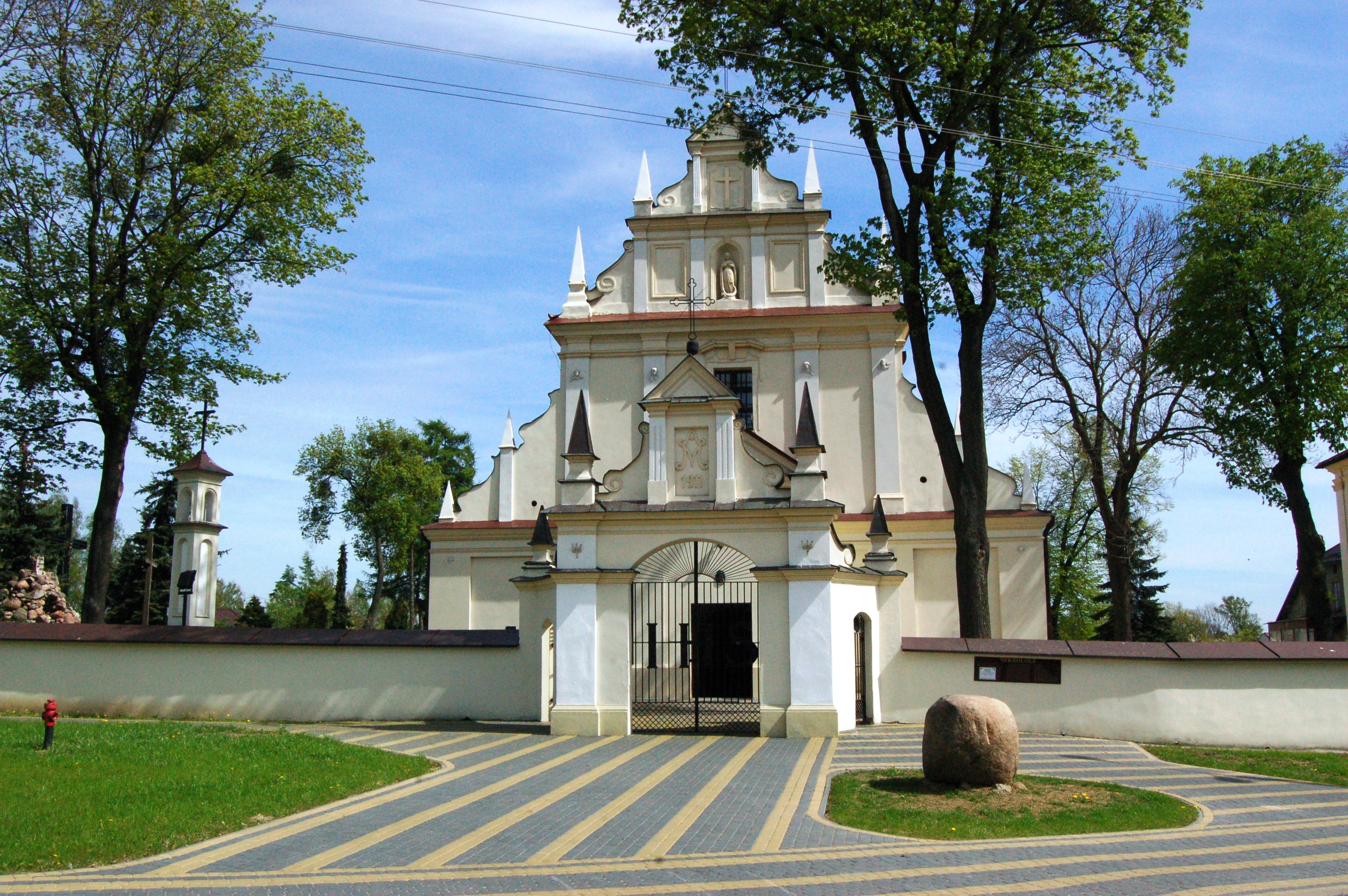
Костёл Святого Михаила Архангела в Куруве

В XVI веке Курув был одним из центров польского кальвинизма: здесь поселилось много приверженцев движения «Польские братья». К 1658 году (когда по решению сейма Речи Посполитой все сторонники движения были изгнаны из Польши) большинство жителей Курува исповедовало социнианство (позднее вновь доминировать — почти безраздельно — стал католицизм). В это время Курув был одним из важнейших центров Люблинского воеводства.
В середине XVI века в Куруве поселились первые евреи. В 1568 году, с разрешения владельцев города, в городской еврейской общине был создан орган самоуправления — кагал. В 1656 году немало членов общины погибло в результате взятия Курува войском Стефана Чарнецкого; в результате численность еврейской общины сократилась и составляла 13 % (50 человек) от общего населения города (384 чел.). Позднее она опять выросла: в 1786 году доля евреев среди всего населения города (1500 чел.) составляла 53 % (803 чел.), а в 1939 году они составляли 55 % (2571 чел.) от общего числа жителей Курува (4365 чел.).

### В 1795—1918 годах
В 1795 году по III разделу Речи Посполитой Курув отошёл к Австрии. В 1809 году он перешёл к Варшавскому герцогству, а в 1815 году был включён в состав Царства Польского, где сначала находился в составе Люблинского воеводства, а с 1837 года — Люблинской губернии (в ней Куров, как транскрибировали в то время название города, являлся центром гмины в Ново-Александрийском уезде).
3 марта 1831 года, во время Польского восстания 1830—1831 гг., при Куруве состоялся бой, в котором польские повстанцы под командованием генерала Юзефа Дверницкого одержали победу над царскими войсками. Здесь же, уже во время Польского восстания 1863—1864 гг., 24 января 1863 года произошло очередное сражение, в котором отряд повстанцев во главе с Леоном Франковским атаковал и перебил военный эскорт государственной почты. Через несколько лет, 19 марта 1870 года, Курув был лишён статуса города и стал посёлком.
Во время Первой мировой войны Курув был в начале августа 1915 года захвачен германо-австрийскими войсками.

### С 1918 года

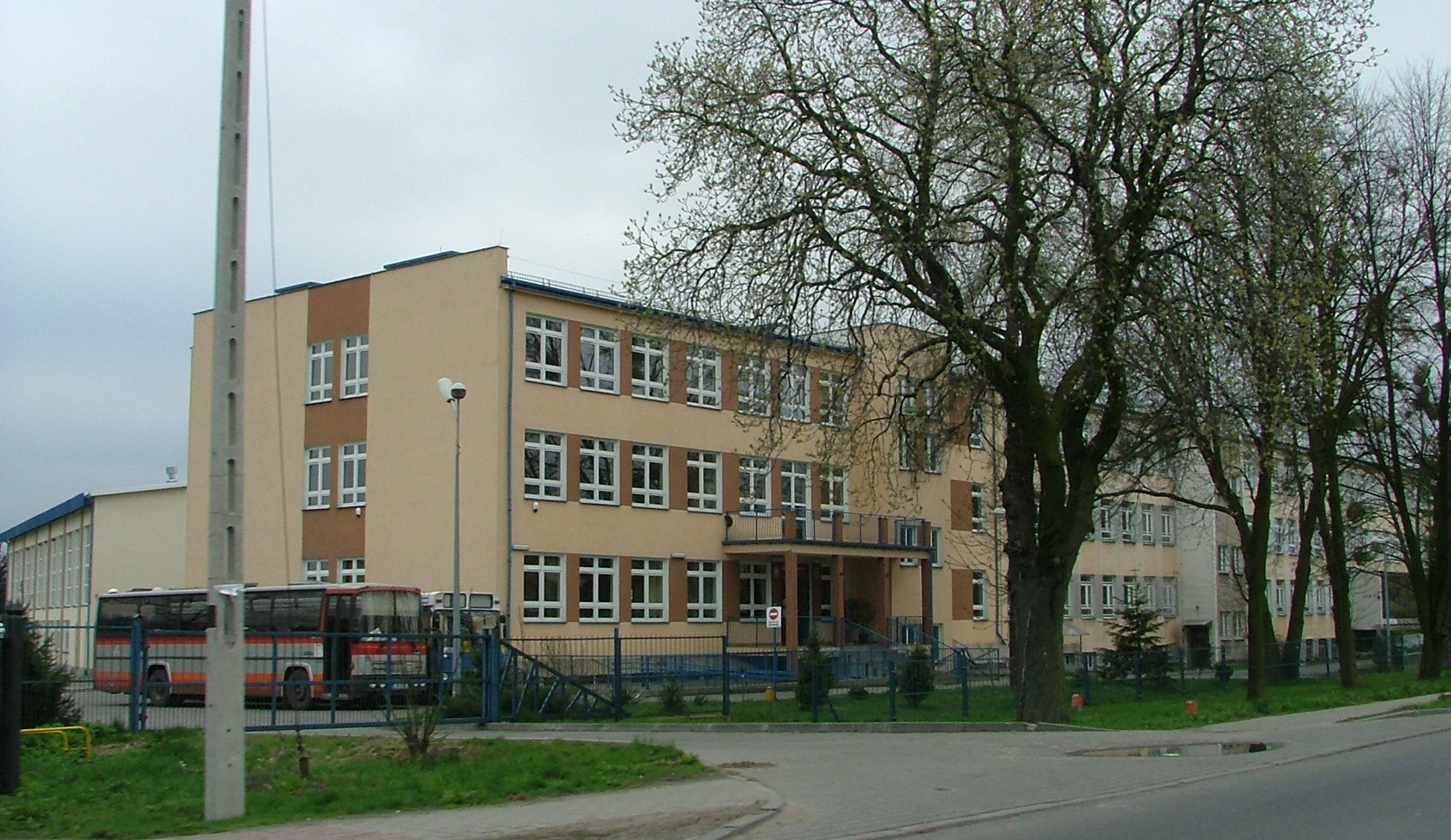
Здание средней школы в Куруве

С 1918 года Курув — в составе независимой Польши. 
В 1923 году в Куруве родился будущий первый Президент ПНР (1989) и первый Президент посткоммунистической Республики Польша (1989—1990) Войцех Ярузельский.
В 1926 году он был электрифицирован. 
Вскоре после начала Второй мировой войны, 8 и 10 сентября 1939 года, Курув подвергся разрушительной бомбардировке силами люфтваффе, которая привела к многочисленным жертвам среди военных и гражданского населения, причём в центре посёлка немало зданий сгорело в результате начавшегося пожара. 15 сентября 1939 года в посёлок вступили немецко-фашистские войска. В годы оккупации немцы устроили в Куруве два концлагеря.
В июне 1940 года гитлеровцы на тех улицах Курува, где жили евреи, создали гетто, куда привозили даже еврейские семьи из Люблина и Вонвольницы. В 1942 году часть евреев нацисты убили, а большинство в несколько приёмов отправили в лагерь смерти Собибор; так Курув лишился своего еврейского населения. 
24 июля 1944 года в ходе Люблинско-Брестской операции передовой отряд 16-го танкового корпуса генерал-майора И. В. Дубового, входившего в состав 2-й танковой армии (и. о. командующего — генерал-полковник А. И. Радзиевский) 1-го Белорусского фронта (командующий — Маршал Советского Союза К. К. Рокоссовский) овладел Курувом.
В течение многих десятилетий посёлок был известным центром выделки меха.